# 道森 (喬治亞州)
道森（英語：Dawson）是一個位於美國喬治亞州特勒爾縣的城市。根據2010年美國人口普查，該地人口為4640人，而該地的面積約為9.50平方千米。同時該地也是特勒爾縣的縣治。

## 地理
道森的座標為31°46′26″N 84°26′27″W / 31.77389°N 84.44083°W，而該地的平均海拔高度為107米（即351英尺）。